# Tripolium

Tripolium,  es una especie perteneciente a la familia Asteraceae. Comprende 6 especies descritas y solo 2 aceptadas.

## Taxonomía
El género fue descrito por Christian Gottfried Daniel Nees von Esenbeck y publicado en Genera et Species Asterearum 10, 152–158. 1832. La especie tipo es:  Aster tripolium L = Tripolium pannonicum (Jacq.) Dobrocz.	

## Especies
A continuación se brinda un listado de las especies del género Tripolium aceptadas hasta junio de 2011, ordenadas alfabéticamente. Para cada una se indica el nombre binomial seguido del autor, abreviado según las convenciones y usos.
- Tripolium pannonicum (Jacq.) Dobrocz.
- Tripolium sorrentinoi (Tod.) Raimondo & Greuter
- Tripolium vulgare Nees